# Pfarrkirche Sankt Andrä am Zicksee

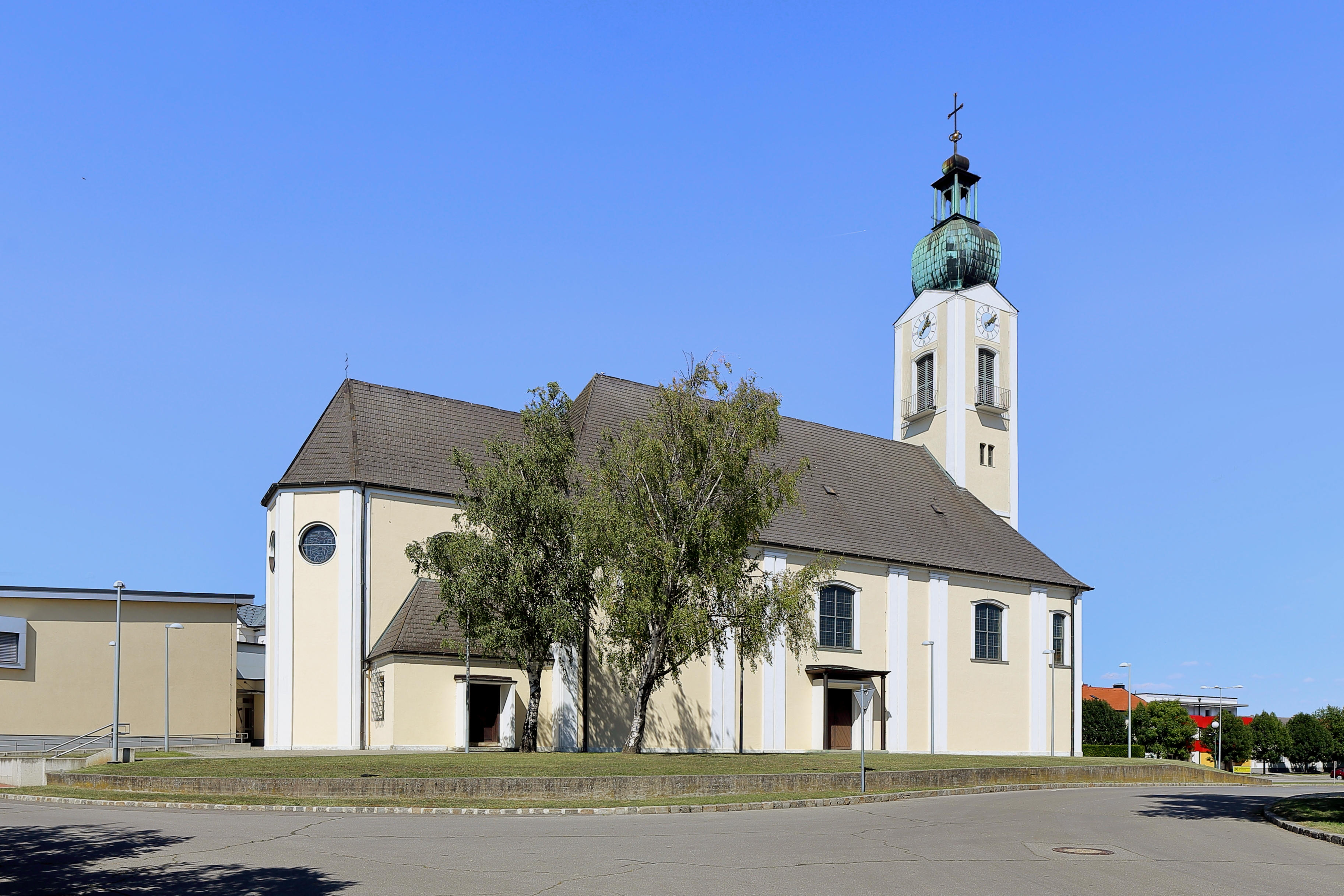
Pfarrkirche hl. Andreas in Sankt Andrä am Zicksee

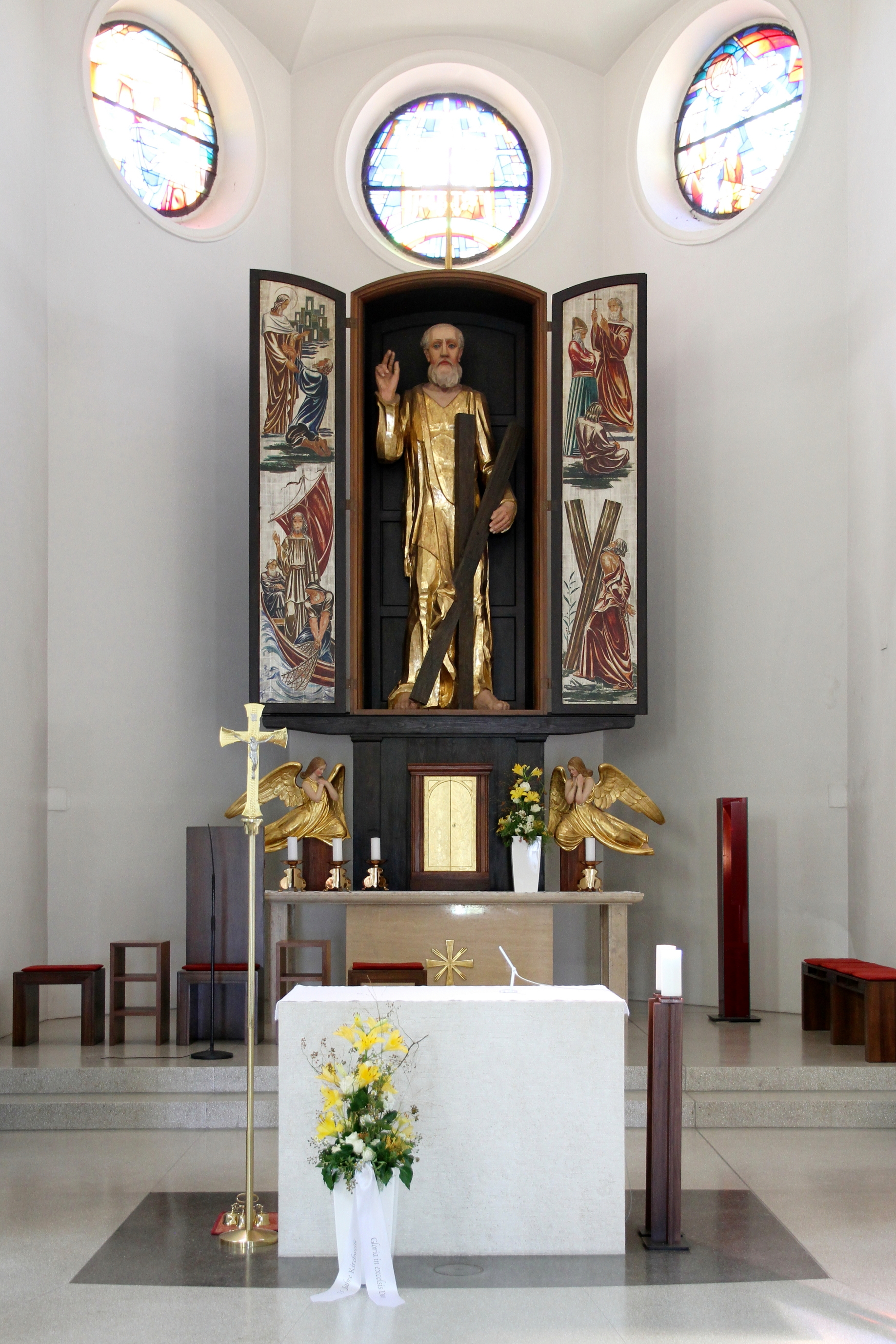
Innenansicht Richtung Hochaltar

Die römisch-katholische Pfarrkirche Sankt Andrä am Zicksee steht in der Marktgemeinde Sankt Andrä am Zicksee im Bezirk Neusiedl am See im Burgenland. Die Kirche ist dem Patrozinium des hl. Andreas geweiht und gehört zum Dekanat Frauenkirchen in der Diözese Eisenstadt.
Die Kirche steht unter Denkmalschutz (Listeneintrag).

## Geschichte
1703 wurde eine Pfarre wiedererrichtet, die schon zu vorreformatorischen Zeiten bestanden hatte. Der Kirchenbau aus den Jahren 1724/25 wurde 1937 abgebrochen. Anschließend entstand im selben Jahr ein Neubau nach den Plänen des Wiener Stadtbaumeisters Erich Stieböck, dessen Altarraum in den Jahren 1976 und 2004 umgestaltet wurde.

## Baubeschreibung
Kirchenäußeres
Das Gotteshaus liegt am westlichen Ende der angerförmigen Hauptstraße und ein einschiffiges, walmgedecktes Langhaus mit einem eingezogenen, polygonalen Westchor. Seitlich schließen daran zwei kleine Annexbauten und ein leicht aus der Ostfassade tretender, fünfgeschoßiger Glockenturm unter einem Zwiebelhelm an.
Kircheninneres
Der dreijochige Kirchenraum öffnet sich über einen rundbogigen Triumphbogen zur polygonalen Apsis mit flacher Tonne und Stichkappen. Im Chorraum gibt es fünf bunte Rundfenster. Der Altarbereich mit Haupt-/Flügelaltar ist gegenüber des Langhauses leicht erhöht.
Die Kirchendecke besteht aus einer flachen Längstonne mit kreuzförmig zusammenlaufenden Stichkappen.
Die Deckenmalerei in Secco-Ausführung sind ein Werk des akademischen Malers Hans Alexander Brunner aus dem Jahr 1958. Die zwei großen Deckenfelder haben die Themen „Berufung der Apostel“ sowie „Aussendung der Apostel“. Die Wandmalereien schuf der Maler Hans Fischer.
An der Ostseite wurde eine Empore mit gerader Brüstung errichtet, die den Turmkörper durchdringt.

## Ausstattung
Der zweiflügelige Hochaltar aus dem Jahr 1937 ist ein Werk des Bildhauers Wilhelm Bormann. Die Figur stellt den heiligen Andreas dar. Davor steht, an der Grenze zum Langhaus, der Volksaltar und der Ambo, dahinter befindet sich die Sessio.

## Orgel
Die Orgel aus dem Jahr 1963 mit 17 Registern wurde von Herbert Huber aus Eisenstadt gebaut.